# Marwainzi
Die Marwainzi sind eine luwische Göttergruppe im Gefolge des Gottes Santa. Bei den Hethitern entsprechen ihnen die Markuwaya und bei den Lydern die Mariwda. Ihre genaue Funktion ist unbekannt, sie könnten vielleicht zu den „Siebengöttern“ gehören. Die drei Namen können auf uranatolisch *marguaya- „dunkel“ zurückgeführt werden.
Zusammen mit dem Pestgott Iyarri erhielten die Marwainzi Versöhnungsopfer, um eine Pest im hethitischen Heer zu beenden.
In einer hieroglyphenluwischen Inschrift aus Kululu in Tabal werden die Marwainzi und Santa angerufen, das Grab des Panuni zu beschützen. Eine andere Inschrift nennt die Gottheit Nikarawa als "marwanisch", womit diese Gottheit zu den Marwainzi gehören dürfte.
Die hethitischen Markuwaya werden in Ritualen für den Schutzgott genannt. Die lydischen Mariwda werden zusammen mit Śãnta und Kufaw angerufen, ein Grab zu beschützen.